# Стереокінематограф
Стереокіно або тримірне кіно — (англ. three-dimensional film, 3D film), спосіб відтворення візуального та звукового сигналу з використанням спеціальних стереоокулярів і проєкторів. Ілюзія об'ємного зображення створюється тим, що кожне око глядача бачить різні зображення, зняті одночасно з різних точок зору ніби двома очима. Дія на екрані впливає на глядача не лише на емоційному, а й на фізичному рівні, та є не лише фільмом, але й захопливим атракціоном. Глядачі настільки поринають у фільм, що стають безпосередніми учасниками подій.

## Історія
Піонерами 3D-кінематографії були Вільям Фрізе-Грін і брати Люм'єр які експериментували зі стереоскопічним, або тривимірним, зображенням на кіноекрані. Вони винайшли системи, за допомогою яких дві кіноплівки, пофарбовані у червоний і синьо-зелений кольори одночасно проєктували на екран для перегляду крізь спеціальні окуляри з аналогічно пофарбованим склом. Перший з них, Фрізе-Грін, наприкінці 1890-х подав заявку на патент щодо виробництва стереоскопічних фільмів.
До середини 1930-х років стереоефект став доступний у рухомих зображеннях. В цей же час були винайдені поляризаційні світлофільтри, які дозволяли контролювати кількість світла, яке потрапляло на кіноплівку. Це надало можливість розпочати експерименти з кольоровим стереоскопічним кіно, які одночасно здійснювались у Німеччині та Італії.
1939 року, компанія Крайслер Моторс (Chrysler Motors) показала на Нью-Йоркській всесвітній виставці, тривимірний фільм, знятий Дж. А. Нолінгом. Для показу використовувалися поляроїди Едвіна Ленда, які дозволяли побачити повнокольорове стереоскопічне зображення.
Втім масштабне використання стереоскопічного кіно розпочалося лише у 1950-ті роки, відколи Голлівуд розпочав пошук новацій аби повернути глядача у наслідок чого на заході почали з'являтися стереокінотеатри. Пік кіношного стереобуму припав на кінець 1950-х років, коли кінематограф вишукував будь-які засоби, щоб виграти жорстоку конкурентну боротьбу з телебаченням.
У Києві з 1955-го до 2007 року на вулиці Хрещатик, 29 існував перший в Україні стереоскопічний кінотеатр «Орбіта», у якому можна було дивитися об'ємне кіно без спеціальних окулярів.
Звичайною справою стало для кіноглядачів отримувати разом із вхідним квитком спеціальні червоно-сині (анагліфічні) окуляри: на екрани виходили десятки тривимірних хітів: «Диявол Бвана» (1952) Арча Оболера, в якому герої боролися з стереоскопічними левами-людоїдами, «Музей воскових фігур» (1953) Андре де Тота, класичний фільм жахів «Чудовисько з Чорної Лагуни» (1954) і трилер Альфреда Хічкока «У випадку вбивства набирайте „М“»(1954). Але тоді тривимірне зображення не надто поширилось через обмежені можливості більшості кінотеатрів і через складне устаткування, необхідне для показу об'ємного кіно (срібні екрани, поляризовані скла, подвійні синхронізовані проєктори, спеціальні лінзи).
У 1980-ті роки в цьому форматі було знято кілька науково-популярних фільмів. Однак, попри нову хвилю що спалахнула інтересу до об'ємного зображення, недосконалість і незручність перегляду за допомогою картонних окулярів призвели до забуття 3D-формату вчергове. І тільки після того, як у 1970-і роки маленькою групою канадських вчених був розроблений новий тривимірний формат IMAX, об'ємне кіно отримало реальний шанс стати дійсно популярним.
Формат IMAX вперше показали на виставці «Експо'70» в Осаці. А перший кінотеатр «Кіносфера» був побудований вже через рік у Торонто. Проте аж до кінця XX століття цей формат не міг похвалитися широким поширенням через свою дорожнечу. Станом на 2010 налічується вже близько 300 постійних кінотеатрів, що працюють саме у форматі IMAX.

## Технологія демонстрації
Секрет об'ємного зображення передусім лежить у величезному, висотою з семиповерховий будинок, екрані, розмірами 24 на 30 метрів і масою до півтори тонни. Його металізоване покриття має коефіцієнт відбиття, що перевищує цей параметр звичайного латексного екрану в кілька разів. Це необхідно для отримання високої якості зображення, яке глядачі бачать через лінзи окулярів при проєкції 3D.
Друга складова секрету — у плівці. Відомо, що чим більше площа кадру на кіноплівці, тим краща якість зображення. Кадр технології IMAX в 20 разів перевищує класичну 16-міліметрову плівку, в 10 раз — 35-міліметрову і втричі — стандартну 70-міліметрову, оскільки при однаковій з останньою ширині кадру на IMAX-плівці розташовані не поперечно, а поздовж. Тому зображення може проєктуватися на гігантський екран і при цьому зберегти свою виключну роздільну здатність, яскравість і контрастність зображення. Для фільмів 3D використовуються дві копії кіноплівки, які демонструються синхронно: одна — для лівого ока окулярів, інша — для правого. Але найголовніше в тривимірному кінематографі — це окуляри. У них використовується технологія на рідких кристалах, яка максимально наближає глядача до того, що відбувається на екрані. Інфрачервоні сигнали управляють рідкокристалічними лінзами окулярів, забезпечуючи чергування відкриття і закриття поляризаційних лінз на кожному з окулярів, що таким чином створює тривимірний ефект.
Завершує картину шестиканальна звукова система загальною потужністю 18 кіловат.

## Кіновиробництво
Фільми в технології 3D виробляються трьома способами. Перший: створений в техніці комп'ютерної анімації фільм переводиться в формат 3D. Другий спосіб: фільми знімаються самою корпорацією IMAX на спеціальну камеру одразу на дві плівки. Третій спосіб: перевід 2D зображення в 3D, наразі лише у вигляді фрагментів голлівудських блокбастерів. Технологія запатентована, робота триває.

## Недоліки
3D-кіно потерпає від двох недоліків. Перший і головний — порушення сприйняття розмірів тіл і речей: справжню величину того чи іншого нового об'єкта зрозуміти неможливо доти, поки поруч з ним не з'являється легко визначена фігура — скажімо, людина поруч з китом. Другий недолік — мертвота фонів при активній дії на самому першому плані. Очевидно, з розвитком технології ці недоліки будуть усунені.
Офтальмологи попереджають, що перегляд, особливо тривалий, 3D кіна, може справити негативний вплив на гостроту зору певних груп глядачів: короткозорих, з порушенням бінокулярності, а також на дітей до 12 років і глядачів старших 40 років.

## Нова популяризація
Сьогодні 3D вибирають 55 % глядачів. На 3D епічний фільм Джеймса Камерона «Аватар» покладаються величезні надії щодо виведення 3D формату в кіно на якісно новий рівень. Фільм Джеймса Камерона «Аватар» тільки за перший вікенд зібрав 75 мільйонів доларів. Але аналітикам цього мало, вони кажуть, що у світі треба зібрати понад 800 мільйонів доларів. Ось тоді можна буде оголошувати про встановлення нових правил гри, щоб дуже серйозно розширити 3D-аудиторію.